# Zico (rapero)
Woo Ji-hoo (hangul: 우지호; Mapo-gu, Seúl, 14 de septiembre de 1992), conocido por su nombre artístico Zico (hangul: 지코), es un rapero, cantante, compositor, productor y MC surcoreano, conocido por ser miembro del grupo masculino surcoreano Block B. Lanzó su primer álbum como solista, Gallery, el 7 de diciembre de 2015.
Zico es conocido por su gran habilidad de cruzar la frontera de la escena del hip-hop coreano, manteniendo a la vez su reputación de rapero de bajo mundo, junto con el atractivo general de un ídolo coreano. En 2015 apareció junto a Palo alto de Hi-Life Récords en en un programa de competencia de rap en televisión llamado Show Me the Money 4.

## Biografía y carrera

### Inicios y actividades predebut
Zico nació en Mapo-gu, Seúl, el 14 de septiembre de 1992. Fue alumno de Interpretación Vocal en la Secundaria de Música de Seúl. En la letra de su canción "Release", menciona que pasó un año estudiando en el extranjero, en Canadá y China, y tres años en Japón.
Fue un rapero underground, bajo el nombre de "Nacseo" (Hangul: 낙서), que significa 'garabatear', y formó parte de un grupo local sin discográfica de hip hop junto a RM, y promocionó como ''Nacseo'' en la escena del hip hop japonés junto a otros grupos locales llamados "Dope Squad" y "Undisputed."  Audicionó para S.M. Entertainment cuando era adolescente.
En 2009, intentó formar junto a su compañero de grupo Park Kyung un dúo musical denominado ''Harmonics'', con un sencillo digital titulado "The Letter", pero fue rechazado por todas las compañías discográficas que visitaron. Se unió a Stardom Entertainment en 2009. Colaboró con la artista IU en el tema "Marshmallow" , en “Expectations for K-Hip Hop” de Cho PD y “Outsiders” de Jung Seul-gi.
En 2010, realizó su primer mixtape llamado "Zico on the Block", con el cual logró llamar la atención de múltiples compañías discográficas.

### 2011-2012: Debut con Block B y apariciones como solista
Zico debutó como líder de Block B el 15 de abril del 2011 con su primer sencillo Freeze. Este habría producido su mini-álbum debut Welcome to the Block. El Ministerio de la Igualdad de Género y Familia, y el canal KBS prohibieron las canciones "LOL" y "Did You or Did You Not" a los menores de edad. Ante esto, Zico dio las siguientes declaraciones: 

"No es que no consideremos la regulaciones cuando producimos canciones, pero muchas veces pensé que nuestra libertad de expresión estaba siendo interrumpida. Aun así, reconozco que como productor que crea canciones para el público, fue desconsiderado de mi parte no prestar más atención a las regulaciones."
Zico

Aquel año colaboró en el mini-álbum debut de Hyuna, Bubble Pop!, en la canción "Just Follow". Promocionó con ella en importantes programas musicales de Corea desde julio a agosto. Asistió a los MTV EMAs en Belfast, Irlanda del Norte el 2011 como parte de Block B y el 27 de noviembre empezó como presentador del show interactivo de radio "Studio C!" de SBS MTV con el dúo de rap Mighty Mouth. Zico apareció también en el concierto de Swings 'It's My Year II', interpretando "I'm Still Fly" y "Cocks". En 2012, compartió escenario con el grupo femenino Wink en ''Stay in Shanghái" en Inkigayo. También actuó en el festival de hip hop All Force One el 21 de julio, junto a Dok2 y Beenzino. El 24 de octubre, participó en el programa The Show de SBS MTV junto al miembro de Block B, P.O. En los Mnet Asian Music Awards del 2012 participó en una colaboración de hip hop llamada "Beats Rocks The World" con otros artistas incluyendo Loco, Double K, Davichi, y Dynamic Duo. En octubre, produjo y lanzó su segundo mixtape, Zico On The Block 1.5. Más tarde fue coproductor del tercer mini-álbum de D-Unit. Aquel año, también ingresó al Instituto de Comunicaciones y Artes de Dong-ah como estudiante de Drama.

### 2013:Diss tracks
En agosto, Zico fue criticado por Deep Flow (딥플로우) en "King Swings", un diss track sobre el instrumental de "Control". En él, Deep Flow acusó a Zico y Jay Park de solo estar en el hip hop por el dinero. Más tarde, el rapero Aphelia creó un diss track llamado "Zicontrol", hablando específicamente de su frustración con la popularidad garantizada de Zico como ídolo, comparada a la dificultad de ser sólo un artista de hip hop  "All That Diss"…2013 디스전, 완전분석 (종합) Complete Analysis of the Control Disses|fechaacceso=8 julio, 2015|sitioweb= Dispatch|editorial=Nate}}</ref> Dead'P (데드피), en el tema "Rap Game Control", también expreso su frustración hacia los ídolos que se retratan como "hip hop" y la integración de la cultura K-pop a la escena del hip-hop underground. El 18 de octubre, Zico y el miembro de Block B P.O , modelaron durante la Semana de la Moda en Seúl para la marca Dominic's Way del diseñador Song Hye-myung (송혜명). En noviembre, Zico apareció en la revista IZE, y públicamente twitteó acerca de cómo la intrusión de fans sasaeng a su vida lo forzaron a un constante cambio de número de teléfono para evitar así el acoso que recibía. Se presentó en el SBS Gayo Daejeon del 2013 como parte de una colaboración de hip-hop junto a MFBTY, Bang Yong-guk de B.A.P., y Eun Jiwon.

### 2014-presente: Debut como artista solista y carrera como productor
A finales de mayo en 2014, tras el Naufragio del Sewol, Zico asistió al funeral de una fan que había fallecido en el incidente y le dedicó una canción en el concierto de Block B, Block B's 2014 Blockbuster Concert .
En junio, Hyomin de T-ara lanzó el mini-álbum producido por Brave Brothers, Make Up, donde presuntamente plagió la letra de varios mixtapes y lanzamientos anteriores de Zico. Ella negó estas acusaciones, y se defendió diciendo que las letras en cuestión eran en homenaje y que ella tuvo su permiso para utilizarlas. Sin embargo, no le dio crédito a Zico como compositor en su mini-álbum.
En julio, Zico participó como presentador en el programa Show! Music Core de MBC. También apareció en la segunda temporada de Fashion King Korea, junto al miembro de Block B, P.O. Fue el artista principal del concierto Freestyle Day del 2014 celebrado el 2 de agosto en Uniqlo Ax, y también participó de una presentación de Dynamic Duo para el especial del 10º Aniversario de M! Countdown, con la canción "Friday Night". El 9 de septiembre, fue productor de la música para el show de Go Tae Yong, S/S15, en la Semana de la Moda en Nueva York y más tarde colaboró con él para la Semana de la Moda en Seúl. Zico encabezó el The Hip-hop Festa con Dok2, The Quiett, y Simón D el 4 de octubre. También actuó en el Hiphopplaya Show Weekend, un festival de hip hop coreano en la Plaza Azul de Itaewon el 31 de octubre. Presentó el Asia Song Festival del 2014 junto a Leeteuk de Super Junior, Min-ah de Girl's Day y Seung Hyun de Beast.
El 7 de noviembre, Zico lanzó su debut oficial como solista titulado "Tough Cookie" junto al rapero Don Mills. Fue criticado por su vestimenta, una chaqueta con la bandera de la América Confederada, durante el vídeo musical y también por el uso de lenguaje peyorativo y homofóbico en su letra. La agencia de Zico se declaró oficialmente que la implicación del término homofóbico había sido sin intención y que Zico no sostenía ningún prejuicio hacia las minorías sexuales.
Actuó en un escenario colaborativo con Seo Taiji para los Mnet Asian Music Awards del 2014, cantando la canción de Seo Taiji and Boys, "Come Back Home".

### 2015–2016:Galleryy varios singles
El 13 de febrero del 2015, Zico lanzó "Well Done", su segundo solo, junto a Ja Mezz. En marzo, proporcionó la banda sonora para la pasarela S/S de Beyond Closet en la Semana de la Moda en Nueva York el 2015. También se graduó en el Instituto de Comunicaciones y Artes de Dong-Ah. El mes de febrero del 2015 también también se unió al reparto de la competencia femenina de rap en el show Unpretty Rapstar, para el segundo episodio. Produjo la canción "Up All Night" para la participante Yuk Ji-dam, y el coro de la canción entonces se hizo parte de la sátira del programa coreano Gag Concert de "Say It! Yes or No". En mayo del 2015, fue anunciado que Zico aparecería para la temporada completa de Show Me The Money 4 como productor con Palo alto de Hi-Lite Récords. Después de que el coche donde viajaban Zico y su representante chocara, Show Me The Money declaró que estaban considerando la posibilidad de eliminarle del programa. La policía absolvió a Zico de la responsabilidad del accidente, y el programa lo mantuvo. Produjo las canciones "Turtle Ship" y ''Moneyflow'' (7 de agosto), y "Fear" (21 de agosto) para el programa.
En octubre, Zico lanzó su propia versión de "Up All Night" titulada "Say Yes or No", junto a los raperos Penomeco y The Quiett. También colaboró en "Traveler", la séptima pista del cuarto álbum de f(x), 4 Walls. Su sencillo "Boys and Girls" fue lanzado el 3 de noviembre, y fue número uno en el Gaon Digital Chart durante todo noviembre. En noviembre, lanzó su primer EP, Gallery, con la canción principal "Eureka".
El 25 de enero, Zico lanzó dos canciones, "It Was Love", junto a Luna de f(x), y " I Am You, You Are Me".
A mediados de noviembre, Jellyfish Entertainment anunció que Kim Se-jeong de Gugudan lanzaría una canción producida por él. "Flower Road", fue creada por Zico durante un episodio del programa Talents for Sale y encabezó numerosas listas en Corea cuando salió a la luz.
Más tarde ese mes, se anunciaba que Zico, Crush, y Dean colaborarían en un sencillo llamado "Bermuda Triangle" (28 de noviembre). La canción también llegó al primer puesto en varias listas en tiempo real de Corea tras de su lanzamiento. Además, el 2 de diciembre, se presentaron en los Mnet Asian Music Awards, donde Zico ganó el premio al Mejor Artista Masculino.

### 2017–2018:Televisiony salida de Seven Seasons
En enero, Zico actuó en Londres como parte de una colaboración con la marca de moda MISBHV para la Semana de la Moda.
El 4 de abril, fue confirmada su aparición junto a Dean, como uno de los productores para la próxima temporada de Show Me The Money. Más tarde, lanzó el sencillo digital "She's a Baby". Esta encabezó siete de las listas musicales de Corea en el mismo día de su lanzamiento.
El 10 de mayo, PSY regresó con 4X2=8, donde Zico participó Co-escribiendo y componiendo. La canción logró un "all-kill" certificado, llegando a ser número uno en todas las listas de Corea.
Zico lanzó su álbum como solista titulado Television, el 12 de julio de 2017. Este contiene dos sencillos titulados, "Artist" y "Anti". Las dos encabezaron grandes listas de éxitos en toda Corea.
El 4 de abril, se anunció otra colaboración con Dean, como uno de los equipos de productores para la sexta temporada del programa Show Me the Money. El show comenzó su emisión el 30 de junio y entre las canciones producidas por Zico y Dean destacan "Yozm Gang," "Where U At," y "Red Sun." El concursante finalista de su equipo, Hangzoo de Rhythm Power, ganó la temporada, superando al rapero Nucksal.
Participó también en una canción del álbum solista de Taeyang, White Night, que fue anunciada el 14 de agosto.
El 23 de noviembre de 2018, Seaven Seasons saca un comunicado en el cual se afirma la salida de Zico de KQ Entertainment. 

### 2019–presente: KOZ Entertainment, Thinking, "Any Song", Random Box y reclutamiento
En enero del 2019 se anunció que Zico formó su propia compañía, KOZ Entertainment. Zico planea usar su compañía para promover otros artistas al igual que su propia carrera.
El 2 de marzo de 2019, se anunció que el alcalde de Seúl, Park Won-soon, nombraría a Zico como representante de buena voluntad de la ciudad.
En agosto, el equipo de hip-hop Fanxy Child, formado por Zico, Dean, Crush, Penomeco, Millic y Staytuned, realizó dos conciertos con entradas agotadas en Seúl, coincidiendo con el lanzamiento del sencillo del equipo, "Y".
El 30 de septiembre de 2019, se lanzó el EP digital Thinking Part.1 como la primera mitad del álbum de estudio de dos partes, titulado Thinking. La segunda mitad del álbum de estudio Thinking Part.2 se lanzó el 8 de noviembre de 2019.
El 13 de enero de 2020, Zico lanzó el sencillo "Any Song". La canción logró un "all-kill", encabezando todas las listas digitales coreanas en tiempo real. Además, la canción ganó popularidad en la aplicación para compartir videos TikTok con el hashtag "Any Song Challenge"; al desafío se le atribuye haber restaurado la popularidad de TikTok en Corea. El 9 de julio, Gaon Music Chart certificó "Any Song" como platino en transmisión y enumeró la canción como la más reproducida en Corea durante la primera mitad de 2020.
El 1 de julio, Zico lanzó su tercer EP Random Box, con su tema principal "Summer Hate" con Rain.
Se anunció el 21 de julio que Zico comenzaría el servicio militar obligatorio requerido para los hombres surcoreanos a partir del 30 de julio. Se espera que sirva durante dos años como trabajador del servicio público.
El 18 de noviembre de 2020, se anunció que HYBE, anteriormente Big Hit Entertainment, adquiriría la productora de Zico, KOZ Entertainment, que se lanzó en enero de 2019.
Desde abril de 2021, después del cambio de marca de la empresa matriz de KOZ, HYBE, la empresa pasó a formar parte de HYBE Labels, la división de producción musical y de entretenimiento de Hybe. KOZ Entertainment, así como sus empresas hermanas, trabajan independientemente de HYBE mientras reciben apoyo creativo.

## Vida personal
Zico es un devoto católico con su nombre de bautizo "John the Apostle" tatuado en su pecho, junto con el retrato de su madre, y debajo la frase "God save Paulus". Tiene un hermano mayor, Woo Taewoon, el cuál fue miembro del grupo Speed. El mejor amigo de Zico es Choi Tae-Joon, y los dos aparecen en el especial de los programas Happy Together, The Best Friend Special y en la segunda temporada de Celebrity Bromance. Zico estudió en el Instituto de Comunicaciones y Artes de Dong-Ah (especializado en diseño, producción, y comunicaciones) entre 2013 y febrero del 2015.
En agosto del 2016, fue confirmado por Seven Seasons que Zico había estado en una relación con Seolhyun de AOA ,y que habían sido pareja por cinco meses. En septiembre del 2016. Más tarde se confirmó que decidieron terminar así la relación por asuntos personales.
El 21 de julio de 2020, se anunció que iniciaría su servicio militar obligatorio a finales del mismo mes.

## Discografía

### EPs
- Gallery (2015)
- Television (2017)
- Random Box (2020)

### Full álbumes
- Thinking (2019)

### Singles
- Tough Cookie 1989
- Well done (20165)
- Bermuda Triangle (209916)
- Soulmate (ft. IU) (24k9)
- Any Song 788
- SPOT! (ft. Jennie) 2024

### OST
- My Day is full of You (ft. Wendy) - The King: Eternal Monarch

## Filmografía

### Apariciones en vídeos musicales
| Año  | Canción                            | Artista                                                                                          | Función      | Referencia            |
| ---- | ---------------------------------- | ------------------------------------------------------------------------------------------------ | ------------ | --------------------- |
| 2011 | "Hero"                             | Bizniz (con Zico, Park Kyung, L.E.O., Basick (베이식), Pento, J’kyun, SQ, Huckleberry P, B-Free) | Zico         | Hiphopplaya           |
| 2011 | "Mic Ceremony"                     | i11evn (con Zico)                                                                                | Zico         | Hiphopplaya           |
| 2012 | "Oasis"                            | Pia (con Zico)                                                                                   | Zico         | Loen Entertainment    |
| 2012 | "Officially Missing You, Too"      | Soyou and the Geeks                                                                              | Zico (Cameo) | Loen Entertainment    |
| 2013 | "Feel So Young"                    | Ugly Duck, Crush and Zico                                                                        | Zico         | 9oods Product         |
| 2013 | "I Already Know"                   | Phantom                                                                                          | Zico (Cameo) | Brand New Music Korea |
| 2014 | "Tough Cookie"                     | Zico (con Don Mills)                                                                             | Zico         | CJENMusic             |
| 2015 | "Well Done"                        | Zico (con Ja Mezz)                                                                               | Zico         | CJENMusic             |
| 2015 | "MOMMAE"                           | Jay Park (feat. Ugly Duck)                                                                       | Zico (Cameo) | JAYPARKOFFICIAL       |
| 2015 | "Whoa Ha!"                         | VASCO                                                                                            | Zico (Cameo) | 1theK                 |
| 2015 | "Oasis"                            | Crush (feat. Zico)                                                                               | Zico         | Amoeba Culture        |
| 2015 | "Living Is NiNaNo" (Campaña PAYCO) | Zico                                                                                             | Zico         | PAYCO                 |
| 2015 | "Dark Panda"                       | Hyolyn, Paloalto, y Zico                                                                         | Zico         | 1theK                 |
| 2015 | "Boys and Girls"                   | Zico (con Babylon)                                                                               | ZIco         | CJENMusic             |
| 2015 | "Pour Up"                          | Dean (con Zico)                                                                                  | Zico         | Dean The Official     |
| 2015 | "Eureka"                           | Zico (con Zion T)                                                                                | Zico         | CJEN Music            |
| 2015 | "Veni Vidi Vici"                   | Zico (con DJ Wegun)                                                                              | Zico         | CJEN Music            |
| 2016 | " Eres, Soy"                       | Zico                                                                                             | Zico         | CJEN Music            |
| 2016 | "Bermuda Triangle"                 | Zico, Crush, Dean                                                                                | Zico         | CJEN Music            |
| 2017 | "She's a Baby"                     | Zico                                                                                             | Zico         | CJEN Music            |
| 2018 | "SoulMate"                         | Zico y IU (con participación de Crush en vocales)                                                | Zico         | seven seasons         |

### Programas de variedad
| Año             | Título                        | Red         | Notas                                                                 |
| --------------- | ----------------------------- | ----------- | --------------------------------------------------------------------- |
| 2015            | Show Me The Money 4           | Mnet        | Juez/Productor con Paloalto                                           |
| 2016            | Radio Star                    | MBC         | Episodio 463 con Ryeowook, Henry Lau (Super Junior) y Jung Joon-young |
| 2016            | Infinite Challenge            | MBC         | Episodio 472, 474-475, 493                                            |
| 2016            | Weekly Idol                   | MBC Every 1 | Episodio 244 con los miembros de Block B                              |
| 2016            | Happy Together                | KBS2        | Episodio 441, especial con Choi Tae-joon                              |
| 2016            | Celebrity Bromance            | MBig TV     | Temporada 2 con Choi Tae-joon                                         |
| 2016            | Running Man                   | SBS         | Episodio 299 (ganador junto a Song Ji-hyo)                            |
| 2016            | Talents for Sale              | KBS         | Episodio 7-8 (ganador junto a Noh Hong-chul)                          |
| 2016            | Radio Star                    | MBC         | Episodio 491 con Simon D, Gray, Lee Sun Bin                           |
| 2016            | We Got Married                | MBC         | Episodio 347-348 con Choi Tae-joon                                    |
| 2017            | Happy Together                | KBS2        | Episodio 480, especial con Woo Tae-woon                               |
| 2017            | Living Together in Empty Room | MBC         | Invitado                                                              |
| 2017            | Show Me The Money 6           | Mnet        | Juez/Productor junto a Dean                                           |
| 2020            | Running Man                   | SBS         | (ep. #496, 510) - invitado                                            |
| 2020 - presente | I-LAND                        | Mnet        | mentor                                                                |

## Premios y nominaciones
| Año  | Premio                                 | Categoría                                         | Trabajo Nominado                                | Resultado |
| ---- | -------------------------------------- | ------------------------------------------------- | ----------------------------------------------- | --------- |
| 2011 | 2011 HipHopPlaya (힙합플레이야) Awards | Presentación del Año                              | Zico                                            | Nominado  |
| 2012 | 2012 HipHopPlaya (힙합플레이야) Awards | Presentación del Año                              | Zico                                            | Nominado  |
| 2012 | 2012 HipHopPlaya (힙합플레이야) Awards | Mixtape Del Año                                   | Zico on the Block 1.5                           | Ganador   |
| 2013 | 2013 HipHopPlaya (힙합플레이야) Awards | Colaboración del Año                              | "Feel So Young (Remix)" (con Ugly Duck & Crush) | Ganador   |
| 2014 | 2014 MBC Entertainment Awards          | Premio de popularidad - Programa de Charla/Música | Zico (con Minho & Sohyun)                       | Ganador   |
| 2014 | KMC Awards 2014                        | Mejor Canción Rap                                 | "Tough Cookie"                                  | Ganador   |
| 2015 | MelOn Music Awards                     | Premio Tendencia                                  | "Fear" Song Min-Ho (con Taeyang)                | Nominado  |
| 2015 | MelOn Music Awards                     | Premio OST                                        | "It Hurts" (con Sojin)                          | Nominado  |
| 2015 | MelOn Music Awards                     | Premio R&B/Soul                                   | "Oasis" Crush (con Zico)                        | Nominado  |
| 2015 | 25º. Seoul Music Awards                | Premio Bonsang                                    | "Boys and Girls"                                | Nominado  |
| 2015 | 25º. Seoul Music Awards                | Premio Bonsang                                    | "It Hurts" (con Sojin)                          | Nominado  |
| 2015 | 25º. Seoul Music Awards                | Premio de popularidad                             | "Boys and Girls"                                | Nominado  |
| 2015 | 25º. Seoul Music Awards                | Premio de popularidad                             | "It Hurts" (con Sojin)                          | Nominado  |
| 2015 | 2015 HipHopPlaya Awards                | Artista del Año                                   | Zico                                            | Nominado  |
| 2015 | 2015 HipHopPlaya Awards                | Rookie del Año                                    | Zico                                            | Nominado  |
| 2015 | 2015 HipHopPlaya Awards                | Icono de Moda del Año                             | Zico                                            | Ganador   |
| 2015 | Korean Music Awards                    | Mejor Canción R&B & Soul                          | "풀어 (Pour Up)" Dean (con Zico)                | Ganador   |
| 2016 | 5.º Gaon Chart K-Pop Awards            | Artista del Año (canción) - noviembre             | "Boys and Girls"                                | Ganador   |
| 2016 | 5.º Gaon Chart K-Pop Awards            | Cantante popular del Año                          | Zico                                            | Nominado  |
| 2016 | Melon Music Awards                     | Mejor Artista de Los Años                         | Zico                                            | Nominado  |
| 2016 | Melon Music Awards                     | Top 10 Artistas                                   | Zico                                            | Ganador   |
| 2016 | Melon Music Awards                     | Tendencia                                         | Zico                                            | Ganador   |
| 2016 | Melon Music Awards                     | Rap / Hip Hop                                     | Zico                                            | Ganador   |
| 2016 | Mnet Asian Music Awards                | Mejor artista masculino                           | Zico                                            | Ganador   |
| 2016 | Mnet Asian Music Awards                | Mejor Interpretación Rap                          | "I Am You, You Are Me"                          | Nominado  |
| 2016 | Mnet Asian Music Awards                | Artista del Año                                   | Zico                                            | Nominado  |
| 2016 | Mnet Asian Music Awards                | Canción del Año                                   | "I Am You, You Are Me"                          | Nominado  |
| 2017 | 31.º Golden Disk Awards                | Bonsang Digital                                   | "I Am You, You Are Me"                          | Ganador   |
| 2017 | 26.ª Seoul Music Awards                | Premio Bonsang                                    | Zico                                            | Ganador   |
| 2017 | Korea Music Copyright Association      | Premio Artista                                    | Zico                                            | Ganador   |
| 2017 | Mnet Asian Music Awards                | Best Male Artist                                  | Zico                                            | Ganador   |
| 2017 | Mnet Asian Music Awards                | Mejor música Hip Hop & Urban                      | "Artist"                                        | Nominado  |
| 2017 | Mnet Asian Music Awards                | Artista del Año                                   | Zico                                            | Nominado  |
| 2017 | Mnet Asian Music Awards                | Canción del Año                                   | "Artist"                                        | Nominado  |
| 2017 | MelOn Music Awards                     | Top 10 Artistas                                   | Zico                                            | Nominado  |
| 2017 | MelOn Music Awards                     | Rap/Hip-Hop                                       | "Bermuda Triangle"                              | Nominado  |
| 2017 | MelOn Music Awards                     | R&B/Soul                                          | "She's a Baby"                                  | Nominado  |
| 2017 | Urban Music Awards                     | Artista del Año (Asia)                            | Zico                                            | Nominado  |
| 2017 | 2º Asia Artist Awards                  | Premio Mejor Estrella                             | Zico                                            | Ganador   |
| 2018 | 27º Seoul Music Awards                 | Premio Bonsang                                    | Zico                                            | Nominado  |
| 2018 | 27º Seoul Music Awards                 | Premio de Popularidad                             | Zico                                            | Nominado  |
| 2018 | 27º Seoul Music Awards                 | Premio Espacial Hallyu                            | Zico                                            | Nominado  |
| 2018 | 32º Golden Disk Awards                 | Bonsang Digital                                   | "Artist"                                        | Nominado  |
| 2018 | Korean Hip Hop Awards                  | Artista del Año                                   | Zico                                            | Nominado  |
| 2018 | 7º Gaon Chart K-Pop Awards             | Canción del Año - julio                           | "Artist"                                        | Nominado  |

### Victorias en programas musicales

#### Inkigayo
| Año  | Fecha           | Canción            |
| ---- | --------------- | ------------------ |
| 2015 | 15 de noviembre | "Boys and Girls"   |
| 2016 | 11 de diciembre | "Bermuda Triangle" |